# 遊戲王GO RUSH
《遊戲王GO RUSH》（日语：遊☆戯☆王ゴーラッシュ!!）是一部於2022年開播的日本電視動畫，《遊戲王》系列的第八部作品，由Bridge製作；動畫消息首度於2021年12月對外公開，2022年4月3日東京電視台首播，採用《遊戲王SEVENS》同班人馬製作，也是共同世界觀。

## 故事大綱
住在六葉町的小學生雙胞胎兄妹王道遊飛及遊步經營著一家小公司「外星人糾紛諮詢處」，以驅逐可疑外星人為主要業務，時常利用遊飛製作的裝置尋找外星人。某日，他們在麥田圈發現了一艘太空船，並遇見當中的外星人遊迪亞斯·貝爾加。遊帝亞斯來自遙遠的貝爾加星雲，聲稱來到地球是為了尋找「超速決鬥」，以帶領遭家鄉族人驅逐的朋友們邁向嶄新的未來。遊飛便利用超速決鬥來當作與外星人交流的第一步。

## 登場人物

### 主要人物
註：官方訪談中證實此作為三主角制，遊迪亞斯、遊飛和遊步都是主角。
遊迪亞斯·貝爾加（Yudias Velgear）
聲：倫斯伯里·亞瑟（日本）
本作主角，來自貝尔伽星雲的外星戰士。為了族人的未來而想了解超速決鬥，帶領888萬族人一起來到地球，並成為「UTS」的社員。
使用前所未見的銀河族牌組，王牌怪獸為「銀河舰忘卻龍」。拥有极限怪兽「超银河王 王道银河舰（超銀河王ロード・オブ・ギャラクティカ）」和“超魔轨道 大霸道王（超魔軌道マグナム・オーバーロー）”（此卡前身为遊我的极限怪兽“超魔旗舰 大霸道王（超魔旗艦マグナム・オーバーロー）”），遊迪亚斯在获得后一度陷入不稳定状态，后来改造一拍就陷入稳定并转换成新卡。第71集与锡园决斗中借由库艾杜尔的力量结合召唤出“暗黑银河舰忘却龙（ダークネス・ギャラクティカ・オブリビオン）”将其打败。
王道遊飛（Yuhi Ohdo）
聲：熊谷俊輝（日本）；鄭家蕙（香港）
第一部就讀小學五年級，第二部就讀外星人居住區的國中一年級。「UTS」的社員，後被遊步提拔為課長，熱愛超速決鬥，擅長發明和操作機器；為了捕捉外星人而製作了各種道具，以取回被外星人奪走的神祕物質「大地珠」。第二部被發動「MIK行動」的MIK趕出了六葉町，移居到了地下的外星人居住區。
使用機械族的「接合科技」牌組（原遊步的牌組），王牌怪獸為「結合科技霸王龍」。拥有极限怪兽「宏大接合科技要塞霸王龙（メガジョインテック・フォートレックス）」
王道遊步（Yuamu Ohdo）
聲：福島香香（日本）；何凱怡（香港）
第一部就讀小學五年級，第二部就讀外星人居住區的國中一年級。遊飛的雙胞胎妹妹，後代是王道遊我，「UTS」的社長，為了發展自己的公司，充分利用著游飛對外星人的熱情，決鬥實力比遊飛更強，也更機智。第二部被發動「MIK行動」的MIK趕出了六葉町，移居到了地下的外星人居住區。第66集曾被库艾杜尔附身并结合召唤出了“重红动超越击速龙（重紅動の超越撃速竜）”。
第三部戴上面具將自己的身份化為了「暗黑師匠」，並拉攏遊飛加入自己這邊，乘坐百變貝爾伽飛船前往地球。
使用光屬性龍族的牌組（原遊飛的牌組），王牌怪獸為「碧牙爆速龍」。
繼二代遊戲王GX的遊城十代後又一位在故事中成為反派的主角(別忘記霸王龍札克也是主角變反派)，使用暗物質人偶牌組，王牌怪獸為「暗物質人偶 皇帝龍」，而且還能進行二重接觸結合成為「暗物質人偶 銀河龍」。

### MIK
蒼月學（Manabu Sogetsu）
聲：花江夏樹（日本）；張振熙（香港）
「麻煩外星人監視機構」六葉分部部長，決鬥流派「蒼月流」後裔。個性認真，積極為機構效命，喜歡使用化學用語。
使用炎屬性炎族的牌組，王牌怪獸為「化學化 沙羅曼達」。拥有极限怪兽“火轰岚凰 化学火山化凤凰（火轟嵐凰ヴォルカライズ・フェニックス）”。
喵德斯塔（Nyandestar）
聲：菲魯茲·藍（日本）
與蒼月學搭檔的貓型外星生物，能夠感應外星生物的氣息。真實身分是待在The☆魯格身旁的人形外星人「The☆喵德斯塔」。
使用「貓」牌組，王牌怪獸為「星貓 毀滅喵」。
七星蘭蘭（Ranran Nanahoshi）
聲：鎌倉有那（日本）
「MIK」中央區總部長，喵德斯塔的前搭檔。不擅於決鬥，只喜歡可愛的事物。
使用地屬性植物族的「花牙」牌組，王牌怪獸為「雪花牙 白中白蘭」。
龍宮菲薩（Phaser Ryugu）
聲：田邊幸輔（日本）
「MIK」總帥，在阿學和蘭蘭前往宇宙的期間掌控了六葉町，並展開了「徹底排除麻煩外星人（迷惑異星人完全排除，簡稱MIK）」計劃，將所有外星人跟相關人士都趕去地下居住區（包含「UTS」）。實際身分為宇宙龍一族的末裔。
使用暗屬性海龍族牌組，王牌怪獸為「深淵海龍 深淵克拉肯」和”深渊龙神 深渊波塞德拉（深淵竜神アビス・ポセイドラ）。
龍宮托雷莫洛（Tremolo Ryugu）
聲：林勇（日本）
龍宮菲薩的弟弟，總帥直屬的特別執法官，極度保護兄長。實際身分為宇宙龍一族的末裔。第69集中与蒂诺瓦一起被锡园变成了家具，第93集恢复了原状。
使用光屬性海龍族牌組，王牌怪獸為「輝鋼超龍 破滅深淵歐開諾斯」。

### 兹維喬與其手下
兹維喬·吉爾·貝爾加（Zuwijo zir Velgear）
聲：江口拓也（日本）；郭俊廷（香港）
貝尔伽星雲的突擊隊指揮官，遊迪亞斯的上司。曾經於戰場上下落不明，直到為了搶奪大地珠而現身於UTS等人的面前；意圖利用大地珠與超速決鬥的力量，擊敗貝尔伽星雲的敵人。之後一段時間與平森三津子經營著麵包店「貝果鎮魂曲」。第58集中与学决斗并将其打败，成为本作首位战胜了极限召唤的决斗者。第98集向游迪亚斯并发起决斗，并在决斗中体会到了“生”的喜悦，在消失的最后一刻战胜了游迪亚斯，随后消失，第109集中因集齐了8个珠步在暗物质人偶空间复活，随后成为了暗黑师匠的手下。
使用暗屬性銀河族的「虛空噬骸」牌組，王牌怪獸為「虛空噬骸鎮魂龍」。
鏑木卓柏太郎（Chupataro Kaburagi）
聲：新祐樹（日本）
卓柏卡布拉型外星人，平時會搭乘地球人少年外觀的機器人活動。怪獸卡「魔法羊女 小咩格」的狂熱粉絲。
使用獸族的「羊界」牌組，王牌怪獸為「魔法羊女 小咩格」。
合羽井英（Tell Kawai）
聲：河西健吾（日本）
河童型外星人，經營洗衣店，奪走大地珠的犯人，也與六葉亞莎卡合作。
使用水屬性水族的「河童」牌組，王牌怪獸為「河童大帝 逆流騎士」。
平森三津子（Mitsuko Hiramori）
聲：小林優（日本）
弗拉特伍茲怪物型外星人，六葉町都市傳說，史維喬在地球的助手。
使用光屬性爬蟲類族的牌組，王牌怪獸為「白色矮星人 三傑曼」。後改使用「秘密搜查官」牌組，王牌怪獸為「菁英秘密搜查官謎團女」。
蒂諾瓦·貝爾加（Dinois Velgear）
聲：夏吉優子（日本）
兹維喬的參謀助手，足智多謀的小個子女性。第69集中跟托雷莫洛一起被锡园变成了家具，第93集恢复了原状。第98集中在兹维乔消失前陪伴了到了最后一刻，随后一同消失。
使用銀河族的「虛空幼蟲」牌組，王牌怪獸為「虛空幼蟲天堂星」。
穆達·貝爾加（Muda Velgear）
聲：小林竜之（日本）
兹維喬的參謀助手，貌美青年，口部能釋放超聲波攻擊，擅長利用「低語」誘導他人。第97集中在与蒂诺瓦和游飞和游步的决斗中消失。
使用風屬性鳥獸族的「麗鳥」牌組，王牌怪獸為「麗鳥星條禽 條紋鷹」。

### 六葉町居民
安立瑪喵（Manya Atachi）
聲：鈴木梨央（日本）
人氣知名童星，遊步的童年朋友，到大都市闖蕩後結識波奇。
使用水屬性水族的牌組，王牌怪獸為「治療神童 蒂安凱特」。
波奇（Bochi）
聲：永塚拓馬（日本）
外星犬戰士，「邪犬愛凶拳」的繼承者，平時偽裝成可愛的小狗藉此接近目標。被蒼月學因故拋棄後記仇並跟隨安立瑪喵，但最後與學重歸舊好。
使用暗屬性獸戰士族的「邪犬」牌組，王牌怪獸為「邪犬武鬥神 濕婆柴犬」。
霧島倫敦（London Kirishima）
聲：古田一紀（日本）
安立瑪喵的經紀人，霧島蘿維安的堂兄弟，個性輕浮，與盜賊團合作。實際上是喵德斯塔第一位遇見的地球人，幫他對付「恐怖大王」。
使用暗屬性天使族的「藝術天使」牌組，王牌怪獸為「藝術天使 金屬磁帶」。
六葉麻华（Asaka Mutsuba）
聲：高橋未奈美（日本）
六葉重機的小學生社長，性格豪爽，將工程機器「巨大重騎EX6」當作決鬥盤使用。第118集中根据回忆她把死者苏生交给了珠步保管。第124集让珠步附身在其身上掩人耳目，但因与游奈决斗败北而分离。
使用炎屬性幻龍族的「幻壊」牌組，王牌怪獸為「幻壞龍 爆哈姆特」。
艾珀珂／上城慧方子（Epoch / Ehoko Kamijo）
聲：上條沙惠子（日本）
上城家現任當家。任性但極度怕生、初期只會躲在箱子中的箱入娘，以「噗噗庫噗」作為口頭禪。第105集中在与学的决斗中脱离了箱子，并从阿尔弗雷德口中得知了箱子是为了抵御“信.呼吸”（由此力量释放出的话语，能让人心平气和从而平息纷争）的防御装置。
使用「骰子」牌組，王牌怪獸為「骰力女孩 綺羅莉」。
阿尔弗雷德
聲：花輪英司（日本）
上城家的管家。會將重要的事情重複說兩次。第70集中为了保护艾珀珂被锡园变成了家具，第93集恢复了原样。

### 蘿維安盜賊團
霧島蘿維安
聲：楠木燈（日本）
地下外星人居住區域的大人物，蘿維安盜賊團首領，決鬥吟遊詩人，墨西哥風格打扮，說話喜歡夾雜特別的詩句，憑藉音樂和詩句便能令外星人們治癒；持有一把結合了決鬥盤功能的「決鬥吉他」。對決鬥感到不滿時會進入「忍無可忍模式」。頭頂戴著帽子型預言外星人卡莫斯。第120集因与泽伊艾特决斗败北成为了暗物质人偶帝国的部下。
使用風屬性超能族的牌組，王牌怪獸為「鬥奏的班卓女盜」。
哥哈·遊奈（Yuna Goha）
聲：高尾奏音（日本）
哥哈堂的小學生社長，該公司以「開發出超速決鬥」而聞名，後因失蹤而成為倫敦委託UTS協尋的對象。實際上一直待在蘿維安盜賊團的基地「帕隆城」，非常癡迷於蘿維安。
原本使用王道游我的牌組，王牌怪獸為「第七王道魔術師」。兩年後改使用自己的魔法使族牌組，王牌怪獸為「名媛玫瑰上流魔術師」。在与游我相处期间逐渐迷恋上了他，第83集中在库艾杜尔时空中把游迪亚斯，游飞，游步，兹维乔，蒂诺瓦，穆达变成了婴儿，并想象了与游我结婚后的日子，最后游飞将其打败并让众人恢复原状，幻想破灭后留下了一片雏菊花（花语：隐藏在心底的爱）。第121集揭露与暗黑师匠合作（因暗物质人偶帝国向哥哈堂提供了大量暗物质人偶技术），协助暗黑师匠寻找死者苏生。第124集与麻华决斗胜利并获得了死者苏生，随后转交给暗黑师匠。

### 恐怖大王與其手下
The☆魯格（The☆Lugh）
聲：八代拓（日本）
擁有「恐怖大王」之稱的北極球星雲的外星人，搭乘飛船在宇宙四處探索，超速決鬥的初學者，但其決鬥實力意外強勁；自製的搞笑漫畫能將他人冰凍。第68集再次出场时已经被锡园变成了家具，第93集恢复了原状。
使用龍族的「The☆」牌組，王牌怪獸為「The☆多拉基亞斯」。
The☆天理／錫园（The☆Providence / Zaion）
聲：松岡禎丞（日本）
恐怖大王的參謀。實際身份是宇宙廉價家具店「哲理」的董事長「錫園」，意外得到將生物變成便宜家具的能力；為復興家具店，四處向人發起超速決鬥的挑戰。
使用电子界族牌組，王牌怪獸為「太空 世界樹龍」。

### 暗物質人偶帝國
統一使用「暗物質人偶」牌組，除暗黑師匠外的王牌怪獸為「暗物質人偶 謎團偶」。
暗黑師匠
聲：福島香香（日本）
暗物質人偶帝國皇帝，「暗黑俠」的領導者。能使用不需要「Fusion」魔法卡便能進行结合召喚的「接觸Fusion」。
真實身份為王道遊步，因為不是暗物質的居民，所以在帝國內承受的決鬥傷害都是由庫雅姆雅代為承受（暗物質外面的居民在帝國內決鬥時會受到比外面還要強烈好幾倍的物理傷害，因此為了隱瞞真身才會出此對策）。其目的是为了找到被藏起来的死者苏生而成为新的奥提斯，扬言会使用暗能量封印阻碍她成为奥提斯的自己的记忆，第115集最后邀请了游飞一起同行。第118集与暗黑侠们回到地球开始寻找死者苏生。第125集获得了死者苏生，并指名了游飞作为其身为王道游步最后的超速决斗的对手。
王牌怪獸為「暗物質人偶 皇帝龍」，而且还能进行二重接触结合成为「暗物質人偶 银河龍」。
薩布亞斯
聲：速水獎（日本）
「暗黑俠」之一，能變形成深青色豹型的樣子。看見對手陷入苦境時，自己反而感到欣喜若狂。在观看了暗黑师匠与兹维乔的决斗后，对兹维乔在超速决斗的身手感到认可。第115集中决定跟随暗黑师匠回到地球。
布留埃亞
聲：冲野晃司（日本）
「暗黑俠」之一，能變形成深綠色豹型的樣子。對「妈妈」一詞有著強烈的感情，喜歡認他人為自己的媽媽，自稱擁有九個媽媽。由于对“妈妈”异常的执着，决斗时会故意念错卡名。第115集中决定跟随暗黑师匠回到地球。
澤伊艾特
聲：田所梓（日本）
「暗黑俠」之一，能變形成深紅色豹型的樣子。自稱暗黑應援團初代團長，容易因小事而變得不安。曾发誓要让光属性的家伙陷入绝望，指名游迪亚斯发出了决斗申请，随后被游迪亚斯打败。第115集中决定跟随暗黑师匠回到地球。
弗卡穆拉
聲：堀江瞬（日本）
「暗黑俠」之一，暗物質人偶帝國大幹部，能變形成深褐色豹型的樣子。與外界隔絕的家裡蹲，會使用自稱為「社会性撤退领域」的物質（以自己身體產生）包覆自己。能將部下們的卡片運用自如。在与学的决斗败北后，向主角团提供了一个暗黑侠的秘密（暗黑侠都很喜欢吃年糕）。第115集中决定不跟随暗黑师匠回到地球，第117集中加入了游迪亚斯阵营。
庫雅姆雅
聲：香阪沙希（日本）
「暗黑俠」之一，暗黑師匠的隨從。常駐維持著小型深紫紅色豹型的樣子，只會發出吼叫，是暗黑师匠使用乌冬和暗物质混合的产物。

### 其他人物
費雪·須海（Fisher Sukai）
聲：野島健兒（日本）
意識集合體「天竿魚星人」，由一大群天竿魚組合成形體。是一名情報商人，在地下外星人居住區域無人不知，卻沒有人實際看過他。第一人稱是「We們」。
使用風屬性不死族的「天竿化石」牌組，王牌怪獸為「天竿化石 奇蝦」。
那傢伙（Him）
聲：石橋陽彩（日本）
身穿裝甲服的神祕少年，「超速決鬥」的開發者，贈與遊帝亞斯決鬥盤及卡組的人，其真實身份是前作主角王道遊我。原來在與奧提斯決戰到回歸地球的這兩年空白期內遊我意外回到了過去，也就是本作所處的時代，遊奈和亞莎卡之所以能製造出超速決鬥跟決鬥盤也是因為有他的幫忙。第102集最后疑似回到了未来。
自己的牌組交由遊奈使用，所以裡面才會有「第七王道魔術師」。
凱則（Kaizou）
聲：小林裕介（日本）
「那傢伙」的無人機夥伴，跟前作的同名角色為同一角色。
杜迪·尼蕭（Dudi Nishaw）
聲：新垣樽助（日本）
宇宙艦隊「杜迪·杜卡斯」總司令官，容易優柔寡斷、猶豫不決，常將「該選哪個呢」掛在嘴邊。第95集中消失。
王牌怪獸為「秘儀猶豫力 躊躇不決」。
珠步（Damamu）
聲：木野日菜（日本）
大地珠成長後具現化的存在，與遊飛相似的少年；大地珠本身因人們追求有趣的事物而誕生。熱愛超速決鬥，若受到阻饒則會失控並巨大化。在主角团与暗黑侠决斗后会莫名分裂出新的个体，集齐8个个体就能复活一个贝尔伽人（目前复活了兹维乔和库埃杜尔）。第118集中麻华把死者苏生交给了他保管。第124集在附身麻华途中因其决斗败北而分离，让游奈拿到了死者苏生。
使用「機器小蛋」相關的牌組。
庫埃杜爾·貝爾加（Kuaidul Velgear）
聲：木村昴（日本）
由造物主（奧提斯的大地珠）製作的「自律卡偶」，也是所有貝尔伽人的原型，外貌與遊帝亞斯相仿。意圖執行將全宇宙的所有人變成自己自律卡偶的「卡片神子計劃」，因此利用能將人變成卡片的遺跡門以及「暗黑」卡片操控他人；為此利用了全宇宙最具人望的遊帝亞斯來達成自己的目的——將全宇宙的生物都變成自己的卡組。第89集中说出了真正的目的，因自己时日无多便想去看看令造物主执着的超速决斗，从而引发本作一系列事件，第90集中首次使用出了使用对方的怪兽当作结合素材的效果，并结合召唤出了「主位穿越侍 全铠甲新星」，随后被游迪亚斯打败后将身体能量全部转移给游迪亚斯后消失。第102集中出现在游迪亚斯的精神世界提醒他小心王道家族的人，第115集因集齐了8个珠步在游迪亚斯体内复活，并帮助游迪亚斯打败了暗黑师匠。
使用光屬性的「主位」牌組，王牌怪獸為「超限武士主位者 鎧新星」。
百變貝爾伽CPT
聲：中村環奈（日本）
百变贝尔伽唯一的食物——咖哩麵包、宇宙龍的織物與百变贝尔伽人造腦發生反應並混合在一起，最後形成具自我意識的實體。第115集经过暗黑师匠说明当初在CPT制造中时让弗卡穆拉偷偷放了暗物质进去，所以CPT一开始就是暗黑师匠的手下，其利用游步留下的眼睛监视着主角团的行动。
使用炎屬性电子界族的「電子辣諜」牌組。
扎伊达贝尔伽CPU
聲：岡井克升（日本）
乍一眼看上去是和CPT很相似的人工智能。但仔细看颜色和CPT不一样。因为几乎没有记忆存储功能所以记忆力很低，几乎想不起来自己的事情，但是能从嘴里产出咖喱乌冬。是游步使用咖喱面包和乌冬面混合的产物，但是游步嫌弃它太烦而让它出去旅行（实际是赶走）。
翁丁臼
聲：浪川大輔（日本）
即前作的「奧提斯」，在與王道遊我展開決戰後穿越至戰國時代，從此在此推廣超速決鬥取代征戰並藉此自立為王。輸給遊迪亞斯後遭囚禁，但隨後逃獄並帶著頭盔機器人「傀儡」企圖逃前往月球。
真實目的為利用在過去時空引發混亂並藉此引發時空修正現象，讓自己得以脫離戰國時代。
使用光屬性且怪獸種族不同的「外宇宙」牌組，王牌怪獸為「外宇宙 爆裂忘卻龍」、「破界王帝 外宇宙希冀帝」。

## 主題曲
片頭曲
〈蜃気楼〉（第2集～第50集）
作詞、作曲：三原康司
編曲、主唱：
〈ソウル・ギャラクシー〉（第53集～第101集）
作詞：真行寺貴秋
編曲：BRADIO／ELLY
作曲、主唱：
〈デュエルしようぜ！〉（第103集～第150集）
作詞、作曲、編曲、主唱：大石昌良
片尾曲
〈One Way〉（第1集～第26集）
作詞、作曲、編曲、主唱：佐伯youthK
〈One Way -Fresh Pop Rearrange-〉（第27集～第51集）
作詞、作曲、編曲：佐伯youthK
主唱：遊飛（熊谷俊輝）、遊步（福島香香）
〈Cosmos〉（第52集～第77集）
作詞：向井太一、NOISEWAVE
作曲：NOISEWAVE、BalhallA
編曲：Konquest
主唱：向井太一
〈旅立ちの唄〉（第78集～第101集）
作詞、作曲：Shogo K
編曲：akkin
主唱：175R
〈STAR RUSH〉（第103集～第127集）
作詞：兒玉沙織
作曲、編曲：KOHTA YAMAMOTO
主唱：七瀨彩夏
〈サヨナラにはならない〉（第128集～第150集）
作詞、作曲、編曲：佐伯youthK
主唱：七瀨彩夏

## 各集標題
| 集數 | 日文標題 | 中文標題                   | 中文標題（香港）         | 劇本         | 分鏡               | 演出             | 作畫監督 | 總作畫監督                           |
| ---- | -------- | -------------------------- | ------------------------ | ------------ | ------------------ | ---------------- | --- | ------------------------------------ |
| 1    |          | 這裡是外星人糾紛諮詢處！   | 這裡是外星人糾紛咨詢社   | 竹內利光     | 近藤信宏           | 三好正人         | 村上直紀、奧野浩行、森悅史、中島達夫、飯塚正則、石川惠理、佐藤結花、中山初繪                                                                                                | 只野和子                             |
| 2    |          | 麻煩外星人監視機構         | 麻煩外星人監視機構       | 竹內利光     | 近藤信宏           | 佐佐木真哉       | 向山祐治、朴馬江、薛智秀、Lee Hyeonjeong、李熙周、服部憲知、後藤孝宏、金弼康                                                                                                | 中山初繪、石川恵理                   |
| 3    |          | 恐怖？吸血外星人           | 恐怖？吸血外星人         | 樋口達人     | 山口浩之           | 高山智也         | 藤崎真吾 | 藤崎真吾                             |
| 4    |          | 卓柏卡布拉的陷阱           | 卓柏卡布拉的陰謀         | 山口宏       | 河本昇悟           | 福元しんいち     | 金子匤邦、野口啓生、菅原浩喜、漢人寛子 | 福島勇、石川恵理                     |
| 5    |          | 我現在欲求不滿哦           | 合羽井照很乾呀           | 野村祐一     | 橋本直人           | 中村侑登         | 波風立志 | 波風立志                             |
| 6    |          | 信不信由你                 | 信還是不信？信不信由你   | 兵頭一步     | 藤原良二           | 佐佐木雄三       | 渡邊奈月 | 藤崎真吾                             |
| 7    |          | 你能說出怪獸的種族嗎？     | 能回答出怪獸種族嗎？     | 松井亞彌     | 近藤信宏           | 椎名優希         | 飯泉俊臣、陸田總志 | 石川惠理                             |
| 8    |          | 來自電視國度的瑪喵喵說你好 | 來自電視之國的問候       | 山口宏       | 古田丈司           | 山田直           | 趙清雲 周志傑 | 中山初繪                             |
| 9    |          | 墓地的波奇                 | 墓地的波奇               | 樋口達人     | 山本隆太           | 山本隆太         | 岡野幸男、承山菜美、青木真理子 | 石川恵理                             |
| 10   |          | 魔法羊女 小咩格            | 魔法羊女咩咕妹           | 野村祐一     | 山田浩之           | 三家本泰美       | 佐藤瑞基、長谷川一生 | 福島勇                               |
| 11   |          | 找出史維喬！               | 尋找史維喬               | 山口宏       | もりたけし         | 高山智也         | 藤崎真吾 | 藤崎真吾                             |
| 12   |          | 亞斯達瑪                   | 大地寶珠                 | 竹內利光     | 橋本直人           | 福元しんいち     | 金子匤邦、野口啓生、菅原浩喜、漢人寛子 | 中山初繪                             |
| 13   |          | 虛構的鎮魂曲               | 虛構的鎮魂曲             | 竹內利光     | 河本昇悟           | 水野健太郎       | 糸島雅彦、渡辺健一、森本由布希 | 森本由布希                           |
| 14   |          | 委託人倫敦                 | 委託人倫敦               | 兵頭一步     | 藤原良二           | 佐佐木真哉       | ANI-G、金垣希、薛智秀、Lee Hyeonjeong、李熙周 | 福島勇                               |
| 15   |          | 穿著運動衫的惡魔           | 穿運動服的惡魔           | 松井亞彌     | 近藤信宏           | 佐佐木雄三       | 渡邊奈月 | 藤崎真吾                             |
| 16   |          | 決鬥的亡靈                 | 決鬥的亡靈               | 樋口達人     | もりたけし         | 中村侑登         | 岡部實、袴田裕二、內藤嘉人、中山初繪 | 中山初繪                             |
| 17   |          | 想要情報嗎sky？            | 是情報嗎？               | 野村祐一     | 山田浩之           | 駒井克行         | 吉田肇、遠藤萌香、石川惠理、佐藤結花、只野和子、松下浩美 | 只野和子、松下浩美                   |
| 18   |          | 諾斯拉特瑪斯的大預言       | 諾瑪拉特丹瑪斯的大預言   | 山口宏       | 古田丈司           | 渡邊純央         | 森本由布希、中山初繪、渡邊健一、石川惠理 | 森本由布希、中山初繪                 |
| 19   |          | 可愛的力量？               | 可愛之力                 | 兵頭一步     | 高山智也           | 高山智也         | 藤崎真吾 | 藤崎真吾                             |
| 20   |          | 葛瓦·遊奈                  | 戈哈遊奈                 | 竹內利光     | 河本昇悟           | 椎名優希         | 飯泉俊臣、陸田總志、佐藤結花、たかはしなぎさ、糸島和彥 | 角谷知美、福島勇                     |
| 21   |          | 打破入侵者規則囉囉囉囉囉   | 入侵者破壞規則LULULULULU | 樋口達人     | 近藤信宏           | 三好正人         | 波風立志 | 波風立志                             |
| 22   |          | 帕倫城的女王               | 八龍城的女王             | 樋口達人     | 橋本直人           | 福元しんいち     | 金子匤邦、野口啓生、菅原浩喜、漢人寛子 | 只野和子                             |
| 23   |          | 忍者華子                   | 鳴門卷的華子             | 松井亜弥     | 河本昇悟           | 山田直           | 趙清雲、周志傑 | 中山初繪                             |
| 24   |          | 復活！遊帝亞斯             | 復活吧！遊帝亞斯         | 山口宏       | もりたけし         | 水野健太郎       | 岡部実、遠藤萌香、中野彰子、渡辺健一、Cerberus、Suwarin Promjutikanon、Chotanan Pipobworacha、オーロックス、西川千尋、高瀬言、宮本武史                                      | 石川恵理                             |
| 25   |          | 目標是UTS                  | 成為目標的UTS            | 竹内利光     | 河本昇悟           | 三家本泰美       | 佐藤瑞基、長谷川一生 | 福島勇                               |
| 26   |          | 飛吧！超速決鬥             | 飛翔吧！超速決鬥         | 竹内利光     | 近藤信宏           | 駒井克行         | 松下浩美糸、島雅彦、たかはしなぎさ、石川恵理、袴田裕二 | 只野和子、松下浩美                   |
| 27   |          | 做動畫好難                 | 做動畫很難               | 野村祐一     | 橋本直人           | 佐佐木雄三       | 藤崎真吾 | 藤崎真吾                             |
| 28   |          | 決鬥！UTS 8                | 戰鬥吧，UTS-8            | 樋口達人     | 勝亦祥視           | 佐佐木萌         | 小見川美穂、佐佐木萌、戶川克洋 | 中山初繪                             |
| 29   |          | ISHIDABADOO！              | I SHI DA BA DU           | 兵頭一歩     | いそわゆり         | 中村侑登         | 森本由布希、内藤嘉人 | 森本由布希                           |
| 30   |          | 促銷活動女王               | 活動女王                 | 山田健一     | 河本昇悟           | 三好正人         | 岡部実、中山初繪、たかはしなぎさ、遠藤萌香、糸島雅彦 | 福島勇、中山初繪                     |
| 31   |          | 遠程超速決鬥！             |                          | 松井亞彌     | ワタナベシンイチ   | 福元しんいち     | 金子匤邦、野口啓生、菅原浩喜、漢人寛子 | 石川恵理                             |
| 32   |          | 恐怖大王來襲！             |                          | うえのきみこ | 近藤信宏           | 駒井克行         | エレファント、小見川美穂、佐佐木萌、戶川克洋、中山初繪 | 只野和子                             |
| 33   |          | 塑膠世界                   |                          | 山口宏       | 高山智也           | 高山智也         | 渡邊奈月 | 藤崎真吾                             |
| 34   |          | The☆喵德斯塔               |                          | 野村祐一     | もりたけし         | 三家本泰美       | 長谷川一生、佐藤瑞基 | 中山初繪                             |
| 35   |          | 倫敦、謊言和磁帶           |                          | 樋口達人     | 河本昇悟           | 水野健太郎       | 波風立志、石川恵理、袴田裕二 | 波風立志、石川恵理                   |
| 36   |          | 我想表達的想法耶！         |                          | 山口宏       | 橋本直人           | Song Hyundai.    | 森本由布希、岡部實、たかはしなぎさ、遠藤萌香、糸島雅彦、中野彰子、内藤嘉人、長尾浩生                                                                                        | 森本由布希、角谷知美                 |
| 37   |          | 黑暗的史維喬               |                          | 兵頭一歩     | 山田浩之           | 山田直           | 趙清雲、周志傑 | 中山初繪                             |
| 38   |          | The☆魯格 The☆魯格          |                          | 竹内利光     | 近藤信宏           | 渡邊純央         | 石川恵理、福島勇、中野彰子、只野和子、松下浩美 | 只野和子、松下浩美                   |
| 39   |          | 來自未來的那家伙           |                          | 高山智也     | 近藤信宏           | 佐佐木雄三       | 藤崎真吾 | 藤崎真吾                             |
| 40   |          | 召喚語改善道場             |                          | 松井亞彌     | ワタナベシンイチ   | 福元しんいち     | 金子匤邦、野口啓生、菅原浩喜、漢人寛子 | 石川恵理                             |
| 41   |          | 友好喵星的奇蹟             |                          | うえのきみこ | 近藤信宏           | 駒井克行         | 森本由布希 | 森本由布希                           |
| 42   |          | 運輸工舒巴哈               |                          | 山田健一     | 橋本直人           | 三家本泰美       | 長谷川一生、佐藤瑞基 | 中山初繪                             |
| 43   |          | 我能低語嗎                 |                          | 野村祐一     | 近藤信宏           | 水野健太郎       | 遠藤萌香、岡部實、内藤嘉人、たかはしなぎさ、福島勇、糸島雅彦、山本真也 | 福島勇                               |
| 44   |          | 突破包圍網！               |                          | 樋口達人     | いそわゆり         | 三好直人         | 中山初繪、石川恵理、袴田裕二、中島達央 | 石川恵理                             |
| 45   |          | 命運的選擇                 |                          | 樋口達人     | 高山智也           | 高山智也         | 藤崎真吾 | 藤崎真吾                             |
| 46   |          | 來自地球的侵略者           |                          | 山口宏       | 海野なまこ         | 渡邊純央         | 只野和子、松下浩美、たかはしなぎさ、岡部実、長尾浩生、渡邊純央、中野彰子 | 只野和子、松下浩美                   |
| 47   |          | 我是達瑪姆！               |                          | うえのきみこ | 近藤信宏           | 駒井克行         | 波風立志 | 波風立志                             |
| 48   |          | 貝爾加星情況危急           |                          | 兵頭一歩     | ワタナベシンイチ   | 福元しんいち     | 金子匤邦、野口啓生、菅原浩喜、漢人寛子 | 福島勇、角谷知美                     |
| 49   |          | 遊帝亞斯VS史維喬           |                          | 竹内利光     | 土屋日             | 三家本泰美       | 長谷川一生、佐藤瑞基 | 中山初繪                             |
| 50   |          | 戰艦超速決鬥！             |                          | 竹内利光     | 高山智也           | 佐佐木雄三       | 藤崎真吾、五十内裕輔、渡邊奈月 | 藤崎真吾                             |
| 51   |          | 自律卡偶                   |                          | 竹内利光     | 橋本直人           | 駒井克行         | 森本由布希 | 森本由布希                           |
| 52   |          | 遊帝亞斯歸來！             |                          | 樋口達人     | 近藤信宏           | 水野健太郎       | 只野和子、松下浩美、袴田裕二、遠藤萌香、たかはしなぎさ | 只野和子、松下浩美                   |
| 53   |          | 遊飛離家出走列傳           |                          | 野村祐一     | 菱川直樹           | 菱川直樹         | 石川恵理、岡部実、長尾浩生、lee ju hyeon、杉山直輝、遠藤萌香、袴田裕二、小澤和則                                                                                            | 石川恵理                             |
| 54   |          | 遊奈的決意                 |                          | 山田健一     | 古田丈司           | 山田直           | 趙清雲、周志傑 | 福島勇、中山初繪                     |
| 55   |          | 第8外星人中學              |                          | 松井亞彌     | 近藤信宏           | 三好正人         | 中野彰子、Kim Chulsoo、Park Juhyun、Park Sinjun | 中山初繪                             |
| 56   |          | 遊飛的王道                 |                          | うえのきみこ | 河本昇悟           | 福元しんいち     | 金子匤邦、野口啓生、菅原浩喜、漢人寛子、菊地勝則 | 石川恵理                             |
| 57   |          | 奪回地面作戰               |                          | 山口宏       | 高山智也           | 高山智也         | 藤崎真吾、渡邊奈月 | 藤崎真吾                             |
| 58   |          | 孤立無援的總帥             |                          | 樋口達人     | 中島深             | 不來方夕莉       | 高瀬言、日下岳史、柴田知波、宮本武史、南原孝衣子、糸満ひなた、しまいし、しのざきあきら                                                                                      | 只野和子                             |
| 59   |          | 菲薩的秘密                 |                          | 山口宏       | 西森章             | 渡邊純央         | たかはしなぎさ、内藤嘉人、袴田裕二、中島達央、渡邊純央、長尾浩生 | 中山初繪                             |
| 60   |          | 遊步的王道                 |                          | 山田健一     | 河本昇悟           | 三家本泰美       | 佐藤瑞基 | 福島勇、角谷知美                     |
| 61   |          | 貓咪決鬥                   |                          | うえのきみこ | ワタナベシンイチ   | 水野健太郎       | 森本由布希 | 森本由布希                           |
| 62   |          | 重逢                       |                          | 竹内利光     | 橋本直人           | 駒井克行         | 松下浩美 | 松下浩美                             |
| 63   |          | 龍的棲身之所               |                          | 松井亞彌     | 高山智也           | 佐佐木雄三       | 藤崎真吾、渡邊奈月 | 藤崎真吾                             |
| 64   |          | 誕生於星辰的人們           |                          | 野村祐一     | 近藤信宏           | 菱川直樹         | 波風立志 | 波風立志                             |
| 65   |          | 箱子裡面是噗噗庫噗         |                          | 樋口達人     | もりたけし         | 福元しんいち     | 金子匤邦、野口啓生、菅原浩喜、漢人寛子 | 中山初繪                             |
| 66   |          | 開幕！銀河杯               |                          | 樋口達人     | 河本昇悟           | 山田直           | 趙清雲、周志傑 | 福島勇、角谷知美                     |
| 67   |          | 蒼月的鮪系                 |                          | 山口宏       | 海野なまこ         | 駒井克行         | 長尾浩生、たかはしなぎさ、石川恵理、中山初繪、オーロックス、高瀬言 | 石川恵理                             |
| 68   |          | 第一次的超速決鬥           |                          | うえのきみこ | 河本昇悟           | 渡邊純央         | 内藤嘉人、岡部實、中野彰子、渡邊純央 | 中山初繪                             |
| 69   |          | 托雷莫洛VS蒂諾瓦           |                          | 松井亞彌     | 高山智也           | 高山智也         | 藤崎真吾、渡邊奈月 | 藤崎真吾                             |
| 70   |          | 強襲！簡易衣櫃             |                          | 野村祐一     | 近藤信宏           | 三家本秦美       | 佐藤瑞基 | 中山初繪                             |
| 71   |          | 奔向家具的夢想             |                          | 樋口達人     | 橋本直人           | 水野健太郎       | 森本由布希 | 森本由布希                           |
| 72   |          | 復仇在吾                   |                          | うえのきみこ | 河本昇悟           | 駒井克行         | 長尾浩生、中山初繪、岡部實、袴田裕二、遠藤萌香 | 石川恵理                             |
| 73   |          | 侵蝕                       |                          | 山田健一     | 近藤信宏           | 福元しんいち     | 金子匤邦、野口啓生、菅原浩喜、漢人寛子 | 中山初繪                             |
| 74   |          | 我的王道                   |                          | 山口宏       | 中村憲由           | 角田章           | 森本由布希、中山初繪、石川恵理、山本真也、岡部實、たかはしなぎさ、糸島雅彦                                                                                                  | 福島勇                               |
| 75   |          | 卡片神子計劃               |                          | 竹内利光     | 高山智也           | 佐佐木雄三       | 藤崎真吾 | 藤崎真吾                             |
| 76   |          | 原型貝爾加                 |                          | 竹内利光     | 河本昇悟           | 山田直           | 趙清雲、周志傑 | 石川恵理                             |
| 77   |          | 創造主                     |                          | 竹内利光     | 近藤信宏           | 菱川直樹         | 松下浩美、波風立志、袴田裕二、内藤嘉人、山本真也 | 只野和子                             |
| 78   |          | 笨蛋體驗88                 |                          | うえのきみこ | 橋本直人           | 駒井克行         | 森本由布希、長尾浩生、中山初繪、たかはしなぎさ、内藤嘉人 | 森本由布希、中山初繪                 |
| 79   |          | 庫埃杜爾時空               |                          | 野村祐一     | 河本昇悟           | 三家本泰美       | 佐藤瑞基 | 福島勇、角谷知美                     |
| 80   |          | 高級宇宙家具店哲理         |                          | 松井亞彌     | 中村憲由           | 中村憲由         | 袴田裕二、糸島雅彦、中山初繪、岡部實、エレファント、佐佐木萌 | 石川恵理                             |
| 81   |          | 風雲！六葉塔               |                          | 山田健一     | 高山智也           | 高山智也         | 藤崎真吾、寺田せな | 藤崎真吾                             |
| 82   |          | 瓢蟲的麵包店               |                          | 樋口達人     | 近藤信宏           | 福元しんいち     | 金子匤邦、野口啓生、菅原浩喜、漢人寛子 | 中山初繪                             |
| 83   |          | 你好小寶寶                 |                          | 山口宏       | 近藤信宏           | 駒井克行         | 波風立志 | 波風立志                             |
| 84   |          | 不勞者                     |                          | うえのきみこ | 橋本直人           | 渡邊純央         | 森本由布希 | 森本由布希                           |
| 85   |          | 時空教室                   |                          | 野村祐一     | ワタナベシンイチ   | 雨宮詩音         | 育松アニメーション制作有限公司、KK王中王、Triple A、拾月動畫、RadPlus | 福島勇、角谷知美、中山初繪、石川恵理 |
| 86   |          | 被爐之亂                   |                          | 河本昇悟     | ワタナベシンイチ   | 水野健太郎       | 渡邊健一、岡部實、内藤嘉人、長尾浩生、山本真也 | 石川恵理                             |
| 87   |          | 怎麼辦遊帝亞斯             |                          | 樋口達人     | 高山智也           | 佐佐木雄三       | 藤崎真吾、寺田せな | 藤崎真吾                             |
| 88   |          | 光之巨人                   |                          | 竹内利光     | 河本昇悟           | 三家本泰美       | 佐藤瑞基 | 中山初繪                             |
| 89   |          | 兩個星系                   |                          | 竹内利光     | 近藤信宏           | 山田直           | 趙清雲、周志傑 | 福島勇、石川恵理                     |
| 90   |          | 一個星系                   |                          | 竹内利光     | 近藤信宏           | 駒井克行         | 松下浩美、波風立志、袴田裕二、糸島雅彦、中山初繪、山本真也、渡邊健一、メビウスプロ、李熙周                                                                                  | 只野和子                             |
| 91   |          | 予諜以鹽                   |                          | 松井亞彌     | 橋本直人           | 菱川直樹         | 森本由布希、秋山宏 | 森本由布希                           |
| 92   |          | 動物明星誕生               |                          | 山口宏       | もりたけし         | 福元しんいち     | 金子匤邦、野口啓生、菅原浩喜、漢人寛子 | 中山初繪                             |
| 93   |          | 齒輪裝置錫園               |                          | うえのきみこ | 高山智也           | 高山智也         | 藤崎真吾、寺田せな | 藤崎真吾                             |
| 94   |          | 公主的遺傳基因             |                          | 樋口達人     | 近藤信宏           | 角田章           | 岡部實、渡邊健一、袴田裕二、やまだたかひろ、遠藤萌香、山本真也、LuLaforte                                                                                                   | 石川恵理、角谷知美、森本由布希       |
| 95   |          | 永別了田崎                 |                          | 野村祐一     | 中村憲由           | 中村憲由         | 糸島雅彦、内藤嘉人、長尾浩生、中山初繪、袴田裕二 | 中山初繪                             |
| 96   |          | 沉默的蓋飯                 |                          | 山田健一     | 近藤信宏           | 渡邊純央         | 森本由布希、中山初繪、岡部實、渡邉健一、渡邊純央、山本真也、藤優子、高瀬言、やまだたかひろ                                                                                  | 森本由布希、石川恵理                 |
| 97   |          | 被偷走的機器人             |                          | 山口宏       | 近藤信宏           | 三家本泰美       | 佐藤瑞基 | 福島勇、中山初繪                     |
| 98   |          | 消失                       |                          | 松井亞彌     | 近藤信宏           | 中村侑登         | 遠藤萌香、渡邊健一、森悦史、袴田裕二、長尾浩生、山本真也 | 石川恵理                             |
| 99   |          | 最後的蟬武士               |                          | うえのきみこ | 古田丈司           | 水野健太郎       | 波風立志 | 波風立志                             |
| 100  |          | 阻擋者                     |                          | 竹内利光     | 河本昇悟           | 福元しんいち     | 金子匤邦、野口啓生、菅原浩喜、漢人寛子 | 福島勇、中山初繪                     |
| 101  |          | 死者蘇生                   |                          | 竹内利光     | 近藤信宏           | 中村憲由         | 森本由布希 | 森本由布希                           |
| 102  |          | 沒有勝者的宇宙             |                          | 竹内利光     | 橋本直人           | 駒井克行         | 松下浩美、岡部實、長尾浩生、山本真也、渡邊健一遠、藤萌香、杉山直輝、高瀬言、森悦史                                                                                          | 只野和子                             |
| 103  |          | 華麗啟程                   |                          | 竹内利光     | 駒井克行           | 駒井克行         | 内藤嘉人、袴田裕二、江湧、劉艺、周婧、黄華 | 中山初繪、石川恵理                   |
| 104  |          | 薩，暗黑俠                 |                          | 野村祐一     | 近藤信宏           | 山田直           | 趙清雲、周志傑 | 福島勇、角谷知美                     |
| 105  |          | 船長艾珀珂                 |                          | 樋口達人     | 河本昇悟           | にしづきあらた   | 興村忠美、吉徳真美、齋藤香織、佐賀野櫻子、清水勝祐平、馬浩司、三股浩史、山下聖美                                                                                            | 中山初繪                             |
| 106  |          | 媽媽是喵德斯塔             |                          | 山田健一     | 中村憲由           | 中村憲由         | 高瀬言、奱如军、刘沂、徐迎春、奱如雷、暁·火鳥動画制作集団、張金浩、集云、丘、Triple A                                                                                       | 石川恵理、中山初繪                   |
| 107  |          | 來自黑暗的問候             |                          | うえのきみこ | 吉田丈司           | 菱川直樹         | 中山初繪、森本由布希、岡部實、山本真也、袴田裕二、米川、陳浩琼、銭進一、常州卡佳动漫有限公司、奱如军、江勇、刘沂、莫开颜、徐迎春、田丸雅言                                  | 中山初繪、森本由布希                 |
| 108  |          | 撤退領域                   |                          | 山口宏       | 近藤信宏           | 三家本秦美       | 佐藤瑞基 | 石川恵理                             |
| 109  |          | 黑暗師匠                   |                          | 松井亞彌     | 河本昇悟           | 水野健太郎       | TripleA、STUDIO CL、Revival | 長尾浩生、中山初繪、石川恵理         |
| 110  |          | 吾之回合                   |                          | 野村祐一     | 近藤信宏           | 福元しんいち     | 金子匤邦、野口啓生、菅原浩喜、漢人寛子 | 福島勇、中山初繪                     |
| 111  |          | 暗黑俠·史維喬              |                          | 樋口達人     | 近藤信宏           | にしづきあらた   | 興村忠美、吉徳真美、斎藤香織、芝田千紗、清水勝祐、平馬浩司、三股浩史、山下聖美                                                                                              | 石川恵理                             |
| 112  |          | 達瑪姆的權利               |                          | 山口宏       | 中村憲由           | 中村憲由         | 中山初繪、奱如军、刘沂、山本真也、渡邊健一、STUDIO CL、TripleA | 中山初繪                             |
| 113  |          | 暗物質人偶空間             |                          | うえのきみこ | 高嶋友也、近藤信宏 | 駒井克行         | 森本由布希、秋山宏 | 森本由布希                           |
| 114  |          | 暗之城堡                   |                          | 竹内利光     | 河本昇悟           | 山田直           | 趙清雲、周志傑 | 角谷知美、石川恵理                   |
| 115  |          | 邁步於黑暗之人             |                          | 竹内利光     | 橋本直人           | 橋本直人         | 野口和夫 | 野口和夫                             |
| 116  |          | 就是這種地方令人火大啊！   |                          | 樋口達人     | 近藤信宏           | 駒井克行         | 内藤嘉人、中山初繪、山本真也、奱如军、刘沂、徐迎春、奱如雷、関鴨、過叔齢、STUDIO CL、TripleA                                                                                | 石川恵理                             |
| 117  |          | 麻糬☆朋友！                |                          | 野村祐一     | 勝亦祥視           | 三家本秦美       | 佐藤瑞基 | 中山初繪                             |
| 118  |          | 奔向地球                   |                          | 松井亞彌     | 河本昇悟           | 福元しんいち     | 金子匤邦、野口啓生、菅原浩喜、漢人寛子 | 角谷知美、石川恵理、長尾浩生         |
| 119  |          | DM粒子                     |                          | 山口宏       | 中村憲由           | 中村憲由         | 只野和子、中村初繪、奱如军、刘沂、奱如雷、渡邊健一、山本真也、石川恵理、長尾浩生、杉山直輝、津幡佳明、TripleA、セブンシーズ                                                 | 只野和子                             |
| 120  |          | 團長的思慮                 |                          | うえのきみこ | 近藤信宏           | 西島圭祐         | 犬塚政彦、柴田ユウジ、藤田ひかる、山本洋平、村上直紀、糸島雅彦、江上夏樹 | 中山初繪、石川恵理                   |
| 121  |          | 我的青春的MIK              |                          | 樋口達人     | 河本昇悟           | 福元しんいち     | 岡部實、山本真也、常州卡佳动漫有限公司、奱如军、奱如雷、刘沂、関鴨、過叔齢、周佩明、劉定福、陳浩琼、劉軍、昊琼伟、李慶                                                      | 津幡佳明、石川恵理                   |
| 122  |          | 齒輪漫畫上城君             |                          | 野村祐一     | 近藤信宏           | 菱川直樹         | 森本由布希、秋山宏 | 森本由布希                           |
| 123  |          | 醬油革命                   |                          | 山口宏       | 勝亦祥視           | 岡本考行         | 中村初繪、常州卡佳动漫有限公司、奱如军、刘沂、奱如雷、TripleA、STUDIO CL | 中村初繪                             |
| 124  |          | 虛偽的面具                 |                          | 松井亞彌     | 河本昇悟           | 山田直           | 趙清雲、周志傑 | 長尾浩生                             |
| 125  |          | 王道假日                   |                          | うえのきみこ | 近藤信宏           | 三家本秦美       | 佐藤瑞基 | 津幡佳明                             |
| 126  |          | 生者被光明所封印           |                          | 竹内利光     | 中村憲由           | 中村憲由         | 内藤嘉人、奱如军、米川、劉沂、鄭鋒、TripleA、セブンシーズ | 中山初繪、石川恵理                   |
| 127  |          | 死者自非暗中復甦           |                          | 竹内利光     | 河本昇悟           | 水野健太郎       | 波風立志 | 波風立志                             |
| 128  |          | 開闢勞動一往無前           |                          | 齋藤幸司     | 橋本直人           | 橋本直人         | 只野和子、袴田裕二、常州卡佳动漫有限公司 | 只野和子                             |
| 129  |          | 昆蟲忍者襲來！             |                          | 樋口達人     | 近藤信宏           | 福元しんいち     | 金子匤邦、野口啓生、菅原浩喜、漢人寛子 | 津幡佳明、石川恵理                   |
| 130  |          | 白帽子與按摩椅             |                          | 野村祐一     | 勝亦祥視           | フジモトコウスケ | 森本由布希、秋山宏 | 森本由布希                           |
| 131  |          | Something                  |                          | うえのきみこ | 石平信司           | 西島圭祐         | 長田雄樹、西川真人、鈴木雄大、小山りょう、藤田正幸、Studio IRIS Co.,Ltd、グレーン                                                                                           | 長尾浩生                             |
| 132  |          | 命運之男！                 |                          | 樋口達人     | 河本昇悟           | 三家本秦美       | 佐藤瑞基 | 中山初繪                             |
| 133  |          | 其名為奧提斯               |                          | 山口宏       | 中村憲由           | 中村憲由         | 中山初繪、渡邊健一、山本真也、石川恵理、岡部實、米川、過叔齢、劉軍胡建、常州卡佳动漫有限公司、奱如军、刘沂、田丸雅彦、TripleA、セブンシーズ                                 | 石川恵理                             |
| 134  |          | 小罐故事                   |                          | 松井亞彌     | 橋本直人           | 菱川直樹         | 中山初繪、袴田裕二、米川、陳浩琼、劉軍、胡建、鄭鋒、TripleA | 津幡佳明                             |
| 135  |          | 與這裡相似的地方           |                          | 竹内利光     | 近藤信宏           | 山田直           | 趙清雲、周志傑 | 長尾浩生                             |
| 136  |          | 通往那傢伙之門             |                          | 野村祐一     | 河本昇悟           | 水野健太郎       | 只野和子、松下浩美、中山初繪、松山直輝、森悦史、袴田裕二、山本真也、奱如军、刘艺、陳浩琼、劉軍、鄭鋒、胡建、TripleA                                                         | 只野和子                             |
| 137  |          | 黑色的奧提斯               |                          | 竹内利光     | 石平信司           | 福元しんいち     | 金子匤邦、野口啓生、菅原浩喜、漢人寛子 | 石川恵理                             |
| 138  |          | 時間之力                   |                          | 竹内利光     | 近藤信宏           | 駒井克行         | 波風立志 | 波風立志                             |
| 139  |          | 偉大的成長                 |                          | 竹内利光     | 近藤信宏           | 橋本直人         | 森本由布希、秋山宏 | 森本由布希                           |
| 140  |          | 戰國超速決鬥               |                          | 樋口達人     | 中村憲由           | 中村憲由         | 石川恵理、渡邊健一、山本真也、中山初繪、袴田裕二、常州卡佳动漫有限公司、奱如军、刘沂、田丸雅彦、Rad Plus、TripleA、セブンシーズ                                             | 中山初繪                             |
| 141  |          | Hey！蒼月流                |                          | うえのきみこ | 近藤信宏           | 三家本秦美       | 佐藤瑞基 | 長尾浩生                             |
| 142  |          | 野獸公主                   |                          | 樋口達人     | 河本昇悟           | にしづきあらた   | 臼井篤史、古徳真美、齊藤準一、細川智代、中島駿、松井万理子、村田憲秦、吉田翔太                                                                                              | 津幡佳明                             |
| 143  |          | 臼與黑                     |                          | 松井亞彌     | 近藤信宏           | 中村侑登         | 只野和子、松下浩美、袴田裕二、石川恵理、中山初繪、渡邊健一、常州卡佳动漫有限公司、奱如军、刘沂、居朝剛、王海龙、米川、劉軍、陳浩琼、李慶、徐兰、葛玉东、胡建、鄭鋒、TripleA | 只野和子                             |
| 144  |          | 遊迪亞斯之變               |                          | 山口宏       | 山本裕介           | 山田直           | 趙清雲、周志傑 | 石川恵理                             |
| 145  |          | 穿越時空的書信             |                          | 野村祐一     | 河本昇悟           | フジモトコウスケ | 中山初繪、山本真也、米川、劉軍、陳浩琼、劉定福、関鴨、昊俊、RadPlus、TripleA                                                                                                | 中山初繪、角谷知美                   |
| 146  |          | 迫不及待到明天的法師       |                          | うえのきみこ | 石平信司           | 福元しんいち     | 金子匤邦、野口啓生、菅原浩喜、漢人寛子 | 津幡佳明                             |
| 147  |          | 天與蘭                     |                          | 樋口達人     | 中村憲由           | 中村憲由         | 石川恵理、渡邊健一、山本真也、中山初繪、袴田裕二、岡部實、常州卡佳动漫有限公司、奱如军、江永、奱如雷、TripleA、セブンシーズ                                                 | 中山初繪                             |
| 148  |          | 月光笑容                   |                          | 彦久保雅博   | 河本昇悟           | 三家本秦美       | 佐藤瑞基 | 長尾浩生                             |
| 149  |          | 勇氣與飛翼                 |                          | 竹内利光     | 駒井克行           | 駒井克行         | 波風立志 | 波風立志                             |
| 150  |          | 超常決戰決鬥               |                          | 竹内利光     | 橋本直人           | 橋本直人         | 森本由布希、秋山宏 | 森本由布希                           |
| 151  |          | 決鬥者就在此處             |                          | 竹内利光     | 近藤信宏           | 橋本直人         | 只野和子、松下浩美、中山初繪、石川恵理、袴田裕二、杉山直輝、津幡佳明、山本真也                                                                                              | 只野和子                             |

## 外部連結
- 官方网站（日語）
- 遊戲王GO RUSH的X（前Twitter）
- 第1集 （页面存档备份，存于）